# Acharagma roseanum
Acharagma roseanum är en kaktusväxtart som först beskrevs av Boed., och fick sitt nu gällande namn av Edward Frederick Anderson. Acharagma roseanum ingår i släktet Acharagma och familjen kaktusväxter.

## Underarter
Arten delas in i följande underarter:
- A. r. galeanense
- A. r. roseanum

## Bildgalleri

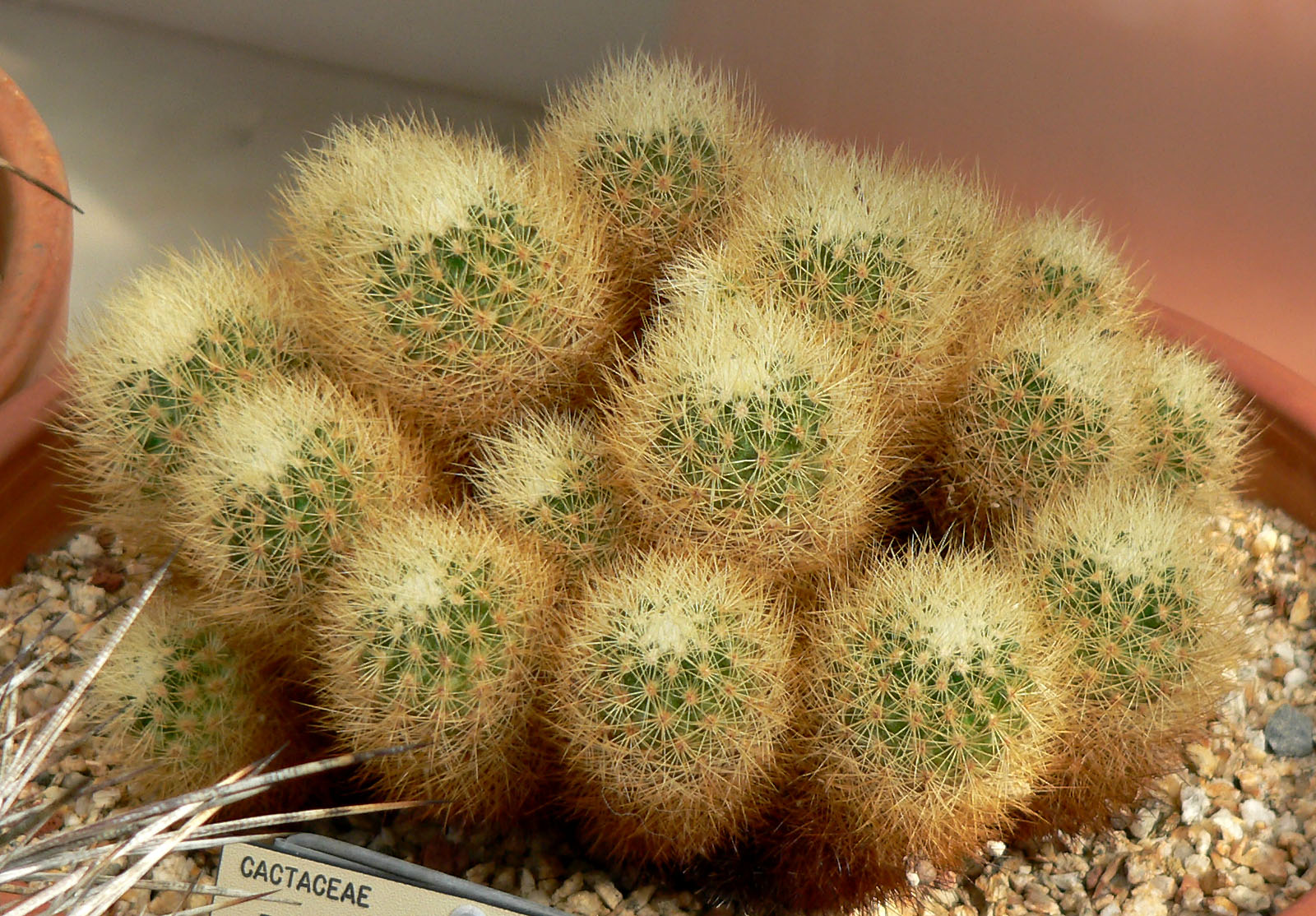
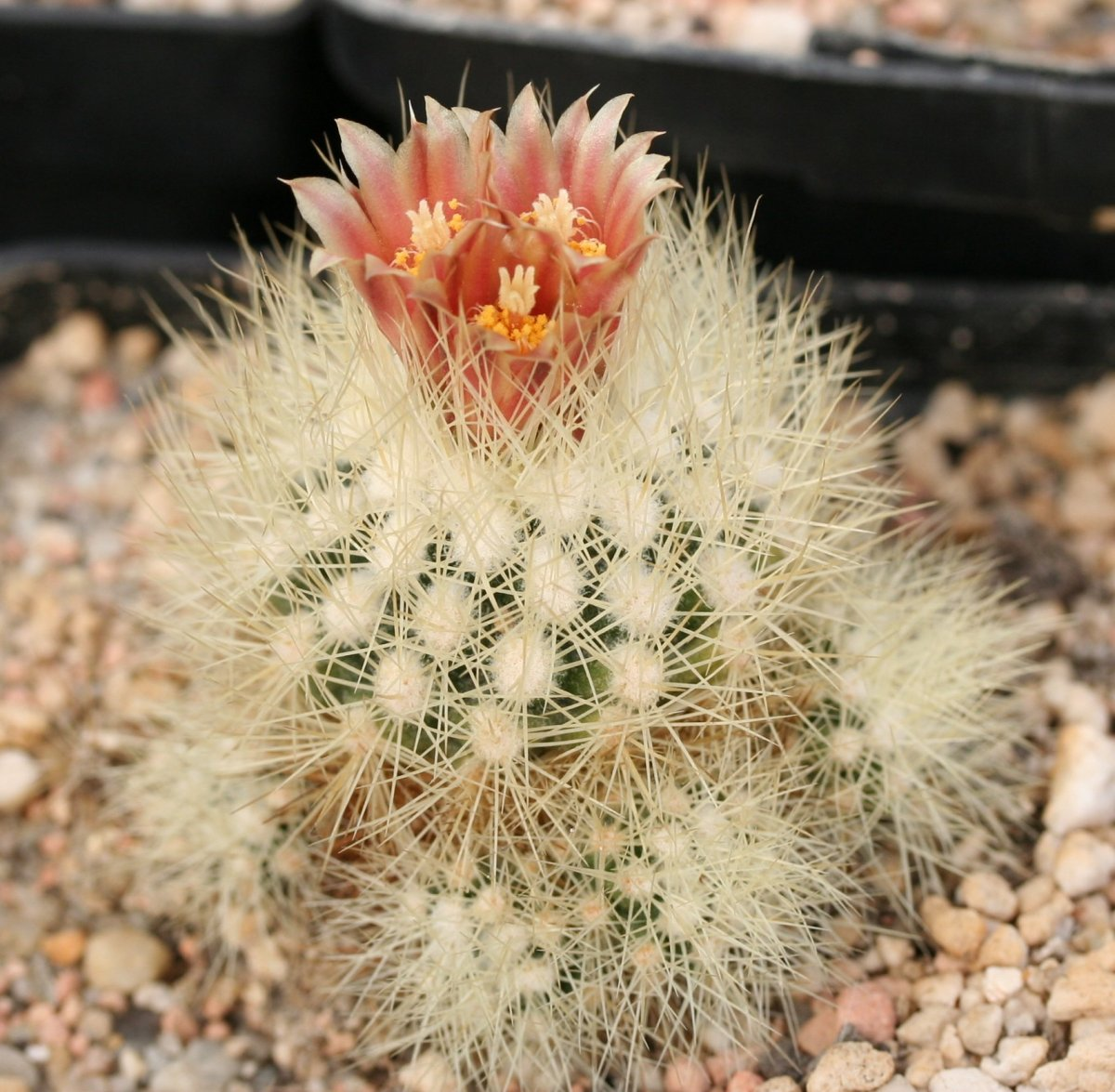